# Tour der englischen Rugby-Union-Nationalmannschaft nach Argentinien 1990
| Tour der Engländer nach Argentinien 1990 | Tour der Engländer nach Argentinien 1990 | Tour der Engländer nach Argentinien 1990 | Tour der Engländer nach Argentinien 1990 | Tour der Engländer nach Argentinien 1990 |
| Übersicht                                | S                                        | G                                        | U                                        | N                                        |
| ---------------------------------------- | ---------------------------------------- | ---------------------------------------- | ---------------------------------------- | ---------------------------------------- |
| Test Matches                             | 2                                        | 1                                        | 0                                        | 1                                        |
| Sonstige Spiele                          | 5                                        | 2                                        | 0                                        | 3                                        |
| Gesamt                                   | 7                                        | 3                                        | 0                                        | 4                                        |
|                                          |                                          |                                          |                                          |                                          |
| Argentinien                              | 2                                        | 1                                        | 0                                        | 1                                        |

Die Tour der englischen Rugby-Union-Nationalmannschaft nach Argentinien 1990 umfasste eine Reihe von Freundschaftsspielen der englischen Rugby-Union-Nationalmannschaft. Sie reiste von Mitte Juli bis Anfang August 1990 durch Argentinien und bestritt während dieser Zeit sieben Spiele. Darunter waren zwei Test Matches gegen die argentinische Nationalmannschaft, bei denen je ein Sieg und eine Niederlage resultierten. Hinzu kamen fünf Begegnungen mit regionalen Auswahlmannschaften und Vereinen, die mit zwei Siegen und drei Niederlagen endeten.
Es handelte sich um die erste Tour eines britischen Teams seit dem Falklandkrieg acht Jahre zuvor; entsprechend waren die Spiele von Gehässigkeiten zwischen den Spielern und unter den aufgebrachten Zuschauern geprägt. England trat überwiegend mit unerfahrenen Neulingen an und die Pumas konnten das zweite der beiden Test Matches knapp für sich entscheiden.

## Spielplan
- Hintergrundfarbe grün = Sieg
- Hintergrundfarbe rot = Niederlage

(Test Matches sind grau unterlegt; Ergebnisse aus der Sicht Englands)
| # | Datum           | Gegner                         | Ort                   | Stadion                        | Ergebnis |
| - | --------------- | ------------------------------ | --------------------- | ------------------------------ | -------- |
| 1 | 14. Juli 1990   | Club Banco Nación              | Buenos Aires          | Estadio José Amalfitani        | 21:29    |
| 2 | 18. Juli 1990   | Unión de Rugby de Tucumán      | San Miguel de Tucumán | Estadio Monumental José Fierro | 19:14    |
| 3 | 21. Juli 1990   | Unión de Rugby de Buenos Aires | Buenos Aires          | Estadio José Amalfitani        | 23:26    |
| 4 | 24. Juli 1990   | Unión de Rugby de Cuyo         | Mendoza               | Estadio Bautista Gargantini    | 21:23    |
| 5 | 28. Juli 1990   | Argentinien                    | Buenos Aires          | Estadio José Amalfitani        | 25:12    |
| 6 | 31. Juli 1990   | Unión Cordobesa de Rugby       | Córdoba               | Estadio Córdoba                | 15:12    |
| 7 | 04. August 1990 | Argentinien                    | Buenos Aires          | Estadio José Amalfitani        | 13:15    |

## Test Matches
| 28. Juli 1990 15:30 ART | Argentinien            | 12 : 25        | England                                                               | Estadio José Amalfitani, Argentinien Schiedsrichter: Brian Kinsey (Australien) |
| 28. Juli 1990 15:30 ART | Straftritte: Vidou (4) | (9:13) Bericht | Versuche: Oti Ryan Erhöhungen: Hodgkinson Straftritte: Hodgkinson (5) | Estadio José Amalfitani, Argentinien Schiedsrichter: Brian Kinsey (Australien) |

Aufstellungen:
- Argentinien: Juan José Angelillo, Marcos Baeck, Miguel Bertranou, Eliseo Branca, Diego Cuesta Silva, Pablo Garretón, Fabio Gómez, Alejandro Iachetti, Marcelo Loffreda , Rafael Madero, Luis Molina, Adrian Rocca, Sebastián Salvat, Alejandro Scolni, Hernán Vidou
- England: John Buckton, Will Carling , Wade Dooley, Nigel Heslop, Richard Hill, Simon Hodgkinson, Jason Leonard, Brian Moore, Chris Oti, David Pears, Jeff Probyn, Nigel Redman, Dean Ryan, Michael Skinner, Peter Winterbottom

| 4. August 1990 15:30 ART | Argentinien        | 15 : 13        | England                                                                    | Estadio José Amalfitani, Argentinien Schiedsrichter: Brian Kinsey (Australien) |
| 4. August 1990 15:30 ART | Straftritte: Vidou | (9:10) Bericht | Versuche: Heslop Hodgkinson Erhöhungen: Hodgkinson Straftritte: Hodgkinson | Estadio José Amalfitani, Argentinien Schiedsrichter: Brian Kinsey (Australien) |

Aufstellungen:
- Argentinien: Manuel Aguirre, Juan José Angelillo, Marcos Baeck, Miguel Bertranou, Eliseo Branca, Diego Cash, Diego Cuesta Silva, Pablo Garretón, Fabio Gómez, Alejandro Iachetti, Marcelo Loffreda , Rafael Madero, Sebastián Salvat, Alejandro Scolni, Hernán Vidou
- England: John Buckton, Will Carling , Wade Dooley, Nigel Heslop, Richard Hill, Simon Hodgkinson, Jason Leonard, Brian Moore, Chris Oti, David Pears, Jeff Probyn, Nigel Redman, Dean Ryan, Michael Skinner, Peter Winterbottom

## Kader

### Management
- Tourmanager: Geoff Cooke
- Managerassistent: J. J. Elliott
- Trainer: Roger Uttley
- Kapitän: Will Carling

### Spieler
| Spieler          | Position           | Mannschaft       |
| ---------------- | ------------------ | ---------------- |
| Steve Bates      | Halbspieler        | Bath FC          |
| Richard Hill     | Halbspieler        | Bath FC          |
| Dewi Morris      | Halbspieler        | Orrell RUFC      |
| David Pears      | Halbspieler        | Harlequins       |
| John Buckton     | Dreiviertelspieler | Saracens         |
| Will Carling     | Dreiviertelspieler | Harlequins       |
| Graham Childs    | Dreiviertelspieler | Northern FC      |
| Nigel Heslop     | Dreiviertelspieler | Orrell RUFC      |
| Chris Oti        | Dreiviertelspieler | Wasps RFC        |
| Gavin Thompson   | Dreiviertelspieler | Harlequins       |
| Tony Underwood   | Dreiviertelspieler | Leicester Tigers |
| Simon Hodgkinson | Schlussmann        | Nottingham RFC   |
| Paul Hull        | Schlussmann        | Bristol FC       |
| John Liley       | Schlussmann        | Leicester Tigers |

| Spieler            | Position | Mannschaft               |
| ------------------ | -------- | ------------------------ |
| Wade Dooley        | Stürmer  | Preston Grasshoppers RFC |
| Dave Egerton       | Stürmer  | Bath FC                  |
| Bob Kimmins        | Stürmer  | Orrell RFC               |
| Jason Leonard      | Stürmer  | Saracens                 |
| Mark Linnet        | Stürmer  | Moseley RFC              |
| Brian Moore        | Stürmer  | Nottingham RFC           |
| John Olver         | Stürmer  | Harlequins               |
| Matthew Poole      | Stürmer  | Leicester Tigers         |
| Jeff Probyn        | Stürmer  | Wasps RFC                |
| Nigel Redman       | Stürmer  | Bath FC                  |
| Andy Robinson      | Stürmer  | Bath FC                  |
| Tim Rodber         | Stürmer  | Northampton Saints       |
| Dean Ryan          | Stürmer  | Wasps RFC                |
| Michael Skinner    | Stürmer  | Harlequins               |
| Victor Ubogu       | Stürmer  | Bath FC                  |
| Peter Winterbottom | Stürmer  | Harlequins               |